# Adolpho Ducke
Adolpho (u Adolfo) Ducke (Trieste, 19 de octubre de 1876 - Fortaleza, 5 de enero de 1959) fue un botánico, entomólogo y etnólogo brasileño, de origen italiano.

## Biografía
Comienza a trabajar en la foresta amazónica como entomólogo para el Museo Paraense Emílio Goeldi mas, bajo la influencia de los botánicos Jacques Huber (1867-1914) y de Paul Le Cointe (1870-?), se orienta hacia el estudio de la flora. Hace numerosos viajes al Amazonas donde estudia la estructura del sistema forestal. Publica 180 artículos y monografías, principalmente sobre las leguminosas.
Ducke describe 900 nuevas especies y 50 nuevos géneros de plantas. En 1918, además de su intenso trabajo para el Museo Paraense, colabora con otras instituciones como el Jardín botánico de Río de Janeiro o el Instituto Agronómico del Norte. Durante la primera mitad del siglo XX, fue uno de los más importantes autoridades sore la flora amazónica.
En 1954, por sus razonamientos acerca del devenir de la selva amazónica, sugiere al Instituto Nacional de Pesquisas de la Amazónia INPA, de crear reservas naturales. No llegó a ver sus esfuerzos coronados al morir. En 1963, se crea la Reserva Florestal Adolpho Ducke. Igualmente un jardín botánico en el este de Manaus lleva su nombre.

## Algunas publicaciones

### Entomológicas
- Ducke, A. 1897. Aufzahlung der bei Triest im Jahr 1896 von mir gesammelten Osmia-Arten und Beschribung einer neuen Art. Ent. Nachr., 23, 38-43
- Ducke, A. 1898. Zur Kentnis der Bienenfauna des österreichischen Kustenlandes. Ent. Nachr., 24, 212-217, 257-262
- Ducke, A. 1899. Neue Arten und Varietaten der Gattung Osmia Panz. Ent. Nachr., 25, 211-215
- Ducke, A. 1900. Die Bienengattung Osmia Panz., als Erganzung zu Schmiedeknecht's 'Apidae europaeae', col. II, in ihren palaerctischen Arten monographisch bearbeitet. Ber. Ver., 25, 1-323
- Ducke, A. 1901. Beitrage zur Kenntnis der geographischen Verbreitung der Chrysididen und Beschreibung von drei neuen Arten. Zeitschr. Syst. Hymenopterol. Dipterol., 1, 353-361
- Ducke, A. 1901. Beobachtungen über Blutenbesuch, Erscheinungszeit etc. der bei Pará vorkommenden Bienen. Zeitschr. Syst. Hymenopterol. Dipterol., 1, 25-32, 49-67
- Ducke, A. 1901. Beobachtunger über Blutenbesuch, Erscheinungszeit etc. der bei Pará vorkommenden Bienen. Zeitschr. Syst. Hymenopterol. Dipterol., 1, 25-67
- Ducke, A. 1901. Zur Kenntnis einiger Sphegiden von Pará (Hym.). Zeitschr. Syst. Hymenopterol. Dipterol., 1, 241-242
- Ducke, A. 1901. Zur Kenntnis einiger Sphegiden von Pará. Zeitschr. Syst. Hymenopterol. Dipterol., 1, 241-242
- Ducke, A. 1902. As espécies paraenses do gênero Euglossa Latr. Bol. Mus. Paraense Emilio Goeldi, 3, 561-577
- Ducke, A. 1902. Beobachtungen über Blutenbesuch, Erscheinungszeit etc. der bei Pará vorkommenden Bienen. Allg. Zeitschr. Entomol., 7, 321-325, 360-368, 400-404, 417-421
- Ducke, A. 1902. Die stachellosen Bienen (Melipona) von Pará. Zool. Jb. Abt. Syst. Geogr. Biol. Tiere, 17, 285-328
- Ducke, A. 1902. Ein neue südamerikanische Cleptes-Art. Zeitschr. Syst. Hymenopterol. Dipterol., 2, 91-93
- Ducke, A. 1902. Ein neues Subgenus von Halictus Latr. Zeitschr. Syst. Hymenopterol. Dipterol., 2, 102-103
- Ducke, A. 1902. Ein wenig bekanntes Chrysididengenus Amisega Cam. Zeitschr. Syst. Hymenopterol. Dipterol., 2, 141-144
- Ducke, A. 1902. Neue Arten des Genus Bothynostethus Kohl. Verhandl. Zool. Bot. Ges., 52, 575-580
- Ducke, A. 1902. Neue Goldwespen von Pará (Hym.). Zeitschr. Syst. Hymenopterol. Dipterol., 2, 204-207
- Ducke, A. 1902. Neue sudamerikanischen Chrysiden. Zeitschr. Syst. Hymenopterol. Dipterol., 3, 97-104
- Ducke, A. 1903. Beitrage zur Synonymie der neotropischen Apiden. Zeitschr. Syst. Hymenopterol. Dipterol., 3, 176-177.
- Ducke, A. 1903. Biologische Notizen über einige südamerikanische Hymenoptera. Allgem. Zeitschr. Ent., 8, 368-372.
- Ducke, A. 1903. Biologische Notizen über südamerikanischen Hymenoptera. Allg. Zeit. Entomol., 8, 368.
- Ducke, A. 1903. Neue Grabwespen vom Gabiete des unteren Amazonas. Verhandl. Zool. Bot. Ges. Wien, 53, 265-270.
- Ducke, A. 1903. Neue Grabwespen vom Gebiete des unteren Amazonas. Verhandlungen der kaiserlich-königlichen Zoologisch-Botanischen Gesellschaft in Wien, 53, 265-270.
- Ducke, A. 1903. Neue südamerikanische Chrysididen. Zeitschr. Syst. Hymenopterol. Dipterol., 3, 129-136, 226-232.
- Ducke, A. 1904. Beitrag zur Kenntnis der Bienengattung Centris F. Zeitschr. Syst. Hymenopterol. Dipterol., 4, 209-214.
- Ducke, A. 1904. Nachtrag zu dem Artikel über die Sphegiden Nordbrasiliens. Zeitschr. Syst. Hymenopterol. Dipterol., 4, 189-190.
- Ducke, A. 1904. Revisione dei Crisididi dello stato Brasiliano del Pará. Boll. Soc. Ent. Ital., 36, 13-48.
- Ducke, A. 1904. Sobre as Vespidas sociaes do Pará. Bol. Mus. Emílio Goeldi, 4, 317-371.
- Ducke, A. 1904. Zur Kenntnis der Diploptera vom Gebiet des unteren Amazonas. Zeitschr. Syst. Hymenopterol. Dipterol., 4(3), 134-143.
- Ducke, A. 1904. Zur Kenntnis der Sphegiden Nordbrasiliens. Zeitschr. Syst. Hymenopterol. Dipterol., 4, 91-98.
- Ducke, A. 1905. Biologische Notizen über einige Südamerikanische Hymenoptera. Zeitschr. wiss. Insektenbiol., 10/11, 175-177, 117-121.
- Ducke, A. 1905. Nouvelles contributions a la connaissance des Vespides sociaux de l'Amerique du Sud. Rev. Ent., 24, 1-24.
- Ducke, A. 1905. Sobre as Vespidas sociaes do Pará (I. Supplemento). Bol. Mus. Emílio Goeldi, 4, 652-698.
- Ducke, A. 1905. Supplemento alla revisione dei Crisididi dello stato Brasiliano del Pará. Boll. Soc. Ent. Ital., 36, 99-109.
- Ducke, A. 1905. Zur Abgrenzung der neotropischen Schmarotzerbienengattungen aus der nachsten Verwandtschaft von Melissa Smith. Zeitschr. Syst. Hymenopterol. Dipterol., 5, 227-229.
- Ducke, A. 1906. Alla revisione dei Chrysididi dello stato Brasiliano del Pará (2º supl.). Boll. Soc. Ent. Ital., 38, 3-19.
- Ducke, A. 1906. Beitrag zur Kenntnis der Solitärbienen Brasiliens. Zeitschr. Syst. Hymenopterol. Dipterol., 6, 394-400.
- Ducke, A. 1906. Biologische Notizen über einige Südamerikanische Hymenoptera. Zeitschr. wiss. Insektenbiol., 2, 17-21.
- Ducke, A. 1906. Contribution à la connaissance de fauna hymènoptérologique du Brésil central-méridional. Rev. Ent., 25, 5-11.
- Ducke, A. 1906. Les espécies de Polistomorpha Westw. Bull. Soc. Ent. Fr., 1906, 163-166.
- Ducke, A. 1906. Neue Beobachtungen über die Bienen der Amazonasländer. Zeitschr. Syst. Hymenopterol. Dipterol., 2, 51-60.
- Ducke, A. 1906. Neue Beobachtungen über die Bienen der Amazonsländer. Allg. Zeit. Ent., 2, 51-60.
- Ducke, A. 1906. Supplemento alla revisione dei Chrysididi dello stato Brasiliano del Pará. (Second suppl.). Boll. Soc. Ent. Ital., 38, 3-19.
- Ducke, A. 1907 -1908. Contribution à la connaissance de la faune hyménoptérologique du nord-est du Brésil. Rev. Ent., 26, 73-96.
- Ducke, A. 1907. Beitrag zur Kenntnis der Solitärbienen Brasiliens. Zeitschr. Syst. Hymenopterol. Dipterol., 7, 80, 321-325, 361-368, 455-461.
- Ducke, A. 1907. Contribution à la connaissance des scoliides de l'Amérique du Sud. Rev. Ent., 26, 5-9.
- Ducke, A. 1907. Contributions à la connaissance des scoliides de l'Amérique du Sud. II. Rev. Ent., 26, 145-148.
- Ducke, A. 1907. Nouveau genre de Sphégides. Ann. Soc. Ent. Fr., 76, 28-30.
- Ducke, A. 1907. Nouveau genre des Sphégides (Hym.). Ann. Soc. Ent. Fr., 76, 28-29.
- Ducke, A. 1907. Novas contribuições para o conhecimento das vespas sociaes (Vespidae sociales) da região neotropical. Bol. Mus. Paraense Emílio Goeldi, 5, 152-199.
- Ducke, A. 1907. Zur Synonomie einiger Hymenoptera Amazoniens. Zeitschr. Syst. Hymenopterol. Dipterol., 7, 137-144.
- Ducke, A. 1907. Zur Synonymie einiger Hymenopteren Amazoniens. Zeitschr. Syst. Hymenopterol. Dipterol., 7, 137-141.
- Ducke, A. 1908. Beiträge zur Hymenopterenkunde Amerikas. Dt. ent. Zeitschr., 1908, 695-700.
- Ducke, A. 1908. Contribution à la connaissance de la faune hyménoptèrologique du nord-est du Brésil. II. Hyménoptères récoltés dans l'Etat de Ceará en 1908. Rev. Ent., 27, 57-87.
- Ducke, A. 1908. Contribution à la connaissance des hyménoptères des deux Amériques. Rev. Ent., 27, 28-55.
- Ducke, A. 1908. Zur Kenntnis der Schmarotzerbienen Brasiliens. Zeitschr. Syst. Hymenopterol. Dipterol., 8, 44-47, 99-104
- Ducke, A. 1909- 1911. Alla revisione dei chrysidi dello stato Brasiliano del Pará (third suppl.). Boll. Soc. Ent. Ital., 41, 89-115
- Ducke, A. 1909. Deux vespides nouveaux du Muséum National Hungrois. Ann. Hist. Nat. Mus. Nat. Hungarici, 7, 626-627.
- Ducke, A. 1909. Odyneropsis Schrottky, genre d'abeilles parasites mimétiques. Bull. Soc. Ent. Fr., 18, 306-309.
- Ducke, A. 1909. Terzo suplemento alla revisione dei crisididi dello stato brasiliano del Pará. Boll. Soc. Ent. Ital., 41, 89-115.
- Ducke, A. 1910. Contribution á la connaissance de la faune hymènoptérologique du nord-est du Brésil. Rev. Ent., 29, 78-122.
- Ducke, A. 1910. Contribution à la connaissance des scoliides de l'Amérique du Sud. III. Rev. Ent., 29, 73-77.
- Ducke, A. 1910. Explorações botânicas e entomológicas no Estado do Ceará. Rev. Trimestral do Instituto do Ceará, 24, 3-61.
- Ducke, A. 1910. Révision des guêpes sociales polygames d'Amérique. Ann. Mus. Nat. Hungarici, 8, 449-544.
- Ducke, A. 1910. Sur quelques euménides (Guepes solitaires) du Brésil. Rev. Ent., 29, 180-192.
- Ducke, A. 1910. Zur Synonymie der neotropischen Apidae (Hym.). Deutsch. Ent. Zeitschr., 1910, 362-369.
- Ducke, A. 1912. Die natürlichen Bienengenera Südamerikas. Zool. Jb. Abt. Syst. Geogr. Biol. Tiere, 34, 51-116.
- Ducke, A. 1913. As Chrysididas do Brazil. Catálogos da Fauna Brazileira, Museu Paulista, 4, 1-31
- Ducke, A. 1913. O gênero Pterombus Smith. Rev. Mus. Paulista, 5, 107-122.
- Ducke, A. 1913. Synonymie einiger Hymenopteren. Deutsch. Ent. Zeitschr., 1913, 330-333.
- Ducke, A. 1914. Über Phylogenie und Klassifikation der sozialen Vespiden. Zool. Jb. Abt. Syst. Geogr. Biol. Tiere, 36, 303-330.
- Ducke, A. 1916. Enumeração dos hymenópteros colligidos pela Comissão e revisão das espécies de abelhas do Brasil. Commissão de Linhas Telegráficas Estratégicas de Matto Grosso ao Amazonas, 35 (anexo 5), 1-175.
- Ducke, A. 1918. Catálogo das vespas sociaes do Brazil. Rev. Mus. Paulista, 10, 314-374.
- Ducke, A. 1925. Die stachellosen Bienen Brasiliens. Zool. Jb. Abt. Syst. Geogr. Biol. Tiere, 49, 335-448.

### Botánicas
- Ducke, A. 1910. Explorações botânicas e entomológicas no Estado do Ceará. Rev. Trimestral do Instituto do Ceará, 24, 3-61

- La abreviatura «Ducke» se emplea para indicar a Adolpho Ducke como autoridad en la descripción y clasificación científica de los vegetales.[1]

### Fuente
- Traducción del artículo de lengua francesa de Wikipedia (versión del 27 de diciembre de 2007).